# Джагдіш Чандра Бос
Сер Джагадіш Чандра Бос (також зустрічаються варіанти написання прізвища — Бошу, Бозе, Боше ;англ. Jagadish Chandra Bose, бенг. জগদীশ চন্দ্র বসু Jôgodish Chôndro Boshu ; 30 листопада 1858 — 23 листопада 1937) — бенгальський учений-енциклопедист: фізик, біолог, біофізик, ботанік, археолог і письменник-фантаст. Він був одним із основоположників дослідження радіо та мікрохвильової оптики, зробив істотний внесок у науку про рослини, заснував фонди експериментальної науки на індійському субконтиненті. Його вважають одним із творців радіо та батьком бенгальської наукової фантастики. В 1904 Бос першим з індусів отримав патент США.
Бос, який народився в Бенгалії під час британської влади, закінчив Калькуттський Президентський коледж. Потім він вивчав медицину в Лондонському університеті, але не міг закінчити свої дослідження через проблеми зі здоров'ям. Він повернувся до Індії і влаштувався професором фізики у Президентський коледж Університету Калькутти. Там, незважаючи на расову дискримінацію та нестачу фінансування та обладнання, Бос продовжив свої наукові дослідження. Ним було успішно здійснено бездротову передачу сигналів, і він був першим, хто використовував напівпровідникові переходи для детектування радіосигналів. Однак замість того, щоб намагатися отримати комерційну вигоду з цього винаходу, Бос опублікував свої роботи, аби дозволити іншим дослідникам розвивати його ідеї. Згодом він провів піонерські дослідження у галузі фізіології рослин. Він використав свій власний винахід — крескограф, щоб виміряти відповідь рослин на різні стимули, і таким чином з наукового погляду довів паралелізм між тканинами рослин та тварин. Хоча Бос і запатентував один із власних винаходів під тиском своїх колег, було відомо його неприйняття патентування. Тепер, через багато десятків років після його смерті, його внесок у сучасну науку є загальновизнаним.

## Юність та освіта
Бос народився в окрузі Муншигандж у Бенгалії (тепер Бангладеш) 30 листопада 1858 року. Його батько Бхагаван Чандра Бос був Брахмо і лідером Брахмо-самадж і працював представником судді / спеціальним уповноваженим помічника у Фардіпурі, Бардхамані та інших місцях. Його сім'я походила з села Раріхал у Бікрампурі (зараз округ Муншігандж у Бангладеш).Освіта Бос почалася в народній школі, тому що його батько думав, що потрібно знати рідну мову, перш ніж почати вивчати англійську мову, і що потрібно також знати власний народ. Виступаючи на конференції у Бікрампурі у 1915 році, Бос сказав:

У той час відправлення дітей до англійських шкіл було знаком аристократичного становища в суспільстві. У народній школі, в яку мене послали, праворуч від мене сидів син батьківського слуги-мусульманина, а ліворуч — син рибалки. Вони були моїми друзями. Я зачаровано слухав їхні історії про птахів, тварин та водних істот. Можливо, із цих історій і зародився у моїй свідомості пильний інтерес до вивчення творів Природи. Коли я повертався додому зі школи з товаришами, моя мати зустрічала та годувала всіх нас без дискримінації. Хоча вона була правовірною дамою старих звичаїв, вона ніколи не звинувачувала себе в нешанобливості до богів, звертаючись з цими «недоторканними» як зі своїми дітьми. Саме через мою дитячу дружбу з ними я ніколи не вважав їх «істотами нижчої касти».

Бос вступив до школи Девіда Хейра в 1869 році, а потім до школи при Коледжі Св. Ксаверія в Калькутті. У 1875 році він витримав вступний іспит (еквівалентний закінченню школи) Університету Калькутти і був прийнятий до Калькуттського коледжу Св. Ксаверія. Там Бос познайомився з єзуїтом Эженом Лафоном, який зіграв істотну роль у розвитку його інтересу до природничих наук. Ступінь бакалавра в Університеті Калькутти Бос отримав у 1879.
Бос хотів виїхати до Англії, щоб стати індійським державним діячем. Проте його батько, як державний службовець, скасував його плани. Він хотів, щоб його син був ученим, який не «керуватиме ніким, але керуватиме собою». Бос таки відправився в Англію для вивчення медицини в Лондонському університеті, однак змушений був виїхати через погане здоров'я. Запах у кімнатах для розтину, як то кажуть, посилив його хворобу.
За рекомендацією Ананда Мохана — його швагра і першого індійського випускника Кембриджу, який посів друге місце на іспиті з математики, — він вступив до Коледжу Христа в Кембриджі для вивчення природознавства. Він отримав трайпос [Архівовано 2 лютого 2022 у Wayback Machine.] з природознавства в Кембриджському університеті та бакалавра з природничих наук у Лондонському університеті в 1884 році. Серед вчителів Боса в Кембриджі були лорд Релей, Майкл Фостер, Джеймс Дьюар, Френсіс Дарвін, Френсіс Бальфур та Сідні Вінс. У той час, коли Бос був студентом у Кембриджі, Прафулла Чандра Рой був студентом в Единбурзі. Вони зустрілися в Лондоні та стали близькими друзями.
У другий день дводенного семінару, проведеного в Азіатському товаристві 28-29 липня 2008 року (Калькутта) з нагоди 150-ї річниці народження Джагдіша Чандри Боса, професор Шибаджі Раха — директор інституту Калькутта ім. Боса сказав у своїй прощальній промові, що він особисто перевірив реєстр Кембриджського університету, щоб підтвердити факт, що на додаток до трайпосу в тому ж 1884 році Бос отримав і ступінь магістра мистецтв.

## Президентський коледж

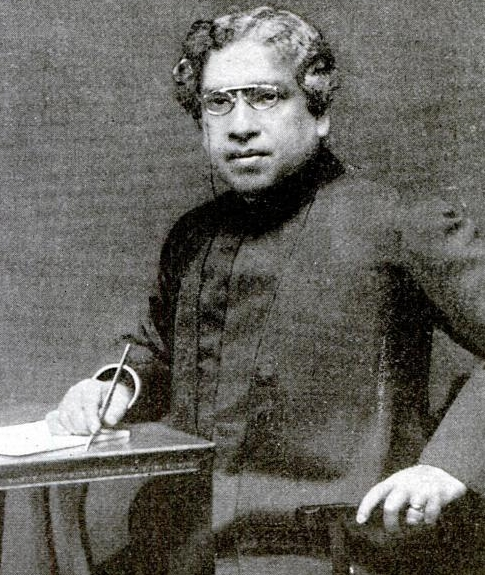
Джагдіш Бос

Бос повернувся до Індії 1885 року з листом від відомого економіста Генрі Фоссета віце-королю Індії лорду Ріпону. За запитом лорда Ріпона директор державного навчання сер Альфред Крофт призначив Боса виконувачем обов'язків професора фізики у Президентському коледжі. Ректор коледжу Чарльз Генрі Тауні заперечував проти цього призначення, але змушений був погодитись.
Босу не було надано обладнання для проведення досліджень. Крім того, він став «жертвою расизму» у сенсі оплати праці. Тоді індійському професору платили 200 рупій на місяць, тоді як його європейський колега отримував 300 рупій. Оскільки Бос був лише виконувачем обов'язків, йому запропонували зарплатню лише 100 рупій на місяць. Маючи почуття власної гідності та національної гордості, Бос вибрав як протест нову чудову форму: він відмовився від отримання зарплатні. Фактично він продовжував працювати протягом трьох років, взагалі відмовившись від зарплати. Зрештою і Крофт і Тауні визнали викладацькі таланти Боса та його шляхетний характер. Йому надали постійне місце професора з одноразовою виплатою повної суми за три роки викладання.У Президентському коледжі на той час не було своєї лабораторії. Бос проводив свої дослідження у маленькій (2,23 м²) кімнатці. Він виготовляв обладнання для своїх досліджень за допомогою одного недосвідченого бляхаря. Сестра Ніведіта писала:

Я була в жаху, спостерігаючи, як великого трудівника безперервно відволікали від серйозної роботи і змушували вирішувати дрібні проблеми… Режим роботи в коледжі для нього був настільки важким, наскільки це було можливо зробити, щоб у нього не залишалося часу для проведення досліджень.

Після щоденної рутинної роботи, яку він виконував із великою сумлінністю, глибокої ночі він проводив дослідження.
Крім того, колоніальна політика британського уряду не сприяла спробам проведення оригінальних досліджень. Бос витрачав свої насилу зароблені гроші на купівлю обладнання для проведення своїх експериментів. Протягом десяти років після появи в Президентському коледжі Бос став піонером в області дослідження бездротових хвиль, що зароджувалася.

## Одруження
У 1887 році Бос одружився з Абалі — донькою відомого реформатора Брахми Дурги Мохандаса. Абала була нагороджена Бенгальською урядовою стипендією в 1882 для вивчення медицини в Мадрасі, але не довчилася через погане здоров'я. Під час їх одруження фінансове становище Боса через відмову від отримання мізерної зарплатні та через борги батька було плачевним. Молодята зазнавали поневірянь, але зуміли вижити і в кінцевому рахунку відшкодували борги батька Боса. Батьки Боса прожили кілька років після того, як їхні борги було сплачено.

## Дослідження радіо
Британський фізик-теоретик Джеймс Максвелл математично передбачив існування електромагнітних хвиль із різною довжиною хвилі. Він помер у 1879 році, не доживши до експериментальної перевірки свого припущення. Британський фізик Олівер Лодж продемонстрував існування хвиль Максвелла, передавши їх з проводів у 1887—1888 роках. Німецький фізик Генріх Герц в 1888 експериментально показав існування електромагнітних хвиль у вільному просторі. Згодом Лодж продовжив роботу Герца, прочитав ювілейну лекцію в червні 1894 (після смерті Герца) і видав її у вигляді книги. Робота Лоджі привернула увагу вчених у різних країнах, включаючи Боса в Індії.
Чудовою особливістю роботи Боса було його розуміння незручності роботи з довгохвильовим випромінюванням та проведення досліджень у мікрохвильовому діапазоні з довжинами хвиль міліметрового рівня (близько 5 мм).У1893 році Нікола Тесла демонструє перший відкритий радіозв'язок. Через рік, у листопаді 1894 року (або 1895 року) на публічній демонстрації в Калькутті Бос запалював порох і дзвонив у дзвінок на відстані, використовуючи мікрохвильове випромінювання міліметрового діапазону.Віце-губернатор сер Вільям Макензі засвідчив демонстрацію Боса в Калькуттській ратуші. Бос написав у бенгальському есе «Adrisya Alok» («Невидиме світло»):

Невидиме світло може легко пройти через цегляні стіни, будівлі і т. д. Тому з його допомогою можуть бути передані повідомлення без проводів.

У Росії її подібні експерименти проводив А. С. Попов. Записи зі звітів Попова, зроблені ним у грудні 1895 року, вказують на те, що він сподівався здійснити бездротову передачу радіосигналів.Першу наукову роботу Боса «Про поляризацію електричних променів двозаломлюючими кристалами» було доповідано в Бенгальському Азіатському товаристві у травні 1895 року (через рік після виходу статті Лоджа). Його друга стаття була представлена Лондонському Королівському товариству Стретт, Джон Вільям (лорд Релей) у жовтні 1895 року. У грудні 1895 року лондонський журнал «Електрик» (том 36) опублікував роботу Боса «Про новий електрополярископ». Тоді слово «когерер», вигадане Лоджем, використовувалося в англомовному світі для приймачів або датчиків хвиль Герца. «Електрик» охоче прокоментував когерер Боса (у грудні 1895 року). Журнал «Англієць» 18 січня 1896 року, цитуючи «Електрик», прокоментував цю подію так:

Професор Бос досяг успіху у вдосконаленні та патентуванні свого «Когерера», згодом ми побачимо цілу берегову систему оповіщення всього судноплавного світу, повністю змінену бенгальським ученим, що працює наодинці в нашій лабораторії Президентського коледжу.

Бос планував «удосконалити свій когерер», але ніколи не думав про його патентування.
У травні 1897, через два роки після публічної демонстрації Боса в Калькутті, Марконі провів експеримент з радіопередачі на рівнині Солсбері. Бос в 1896 був у Лондоні з лекційним туром і зустрічався в цей час з Марконі, який проводив у Лондоні бездротові експерименти для британського поштового відділення. В інтерв'ю Бос висловив незацікавленість комерційною телеграфією та запропонував, щоб результати його досліджень використали інші. В 1899 в доповіді, зробленому в Королівському товаристві Лондона, Бос оголосив про розробку «залізно-ртутно-залізного когерера з телефонним детектором».

Таким чином, демонстрація Боса дистанційної бездротової передачі сигналів має пріоритет над дослідами Марконі. Він був першим, хто використовував напівпровідниковий перехід для виявлення радіохвиль, і він винайшов безліч мікрохвильових компонентів, що здаються сьогодні звичними та простими. У 1954 році Пірсон і Бреттон звертали увагу на те, що Босу належить пріоритет використання напівпровідникового кристала як детектор радіохвиль. Подальша робота в міліметровому діапазоні довжин хвиль практично не велася майже 50 років. В 1897 Бос написав в Королівську асоціацію в Лондон про свої дослідження міліметрового діапазону, виконаних в Калькутті. Він використовував хвилеводи, рупорні антени, діелектричні лінзи, різні поляризатори та навіть напівпровідники на частотах вище 60 ГГц; Більшість його оригінального обладнання все ще існує в Інституті Боса в Калькутті. 1,3 мм багатопроменевий приймач, створений на основі його оригінальних робіт 1897, зараз використовується на 12-метровому радіотелескопі в штаті Аризона, США.Сер Невілл Мотт, нобелівський лауреат 1977 року за внесок у розвиток твердотільної електроніки зазначив:
Джагдіш Чандра Бос випередив свій час принаймні на 60 років

і N-типу.

## Дослідження рослин
Після робіт у галузі передачі радіосигналів та дослідження властивостей мікрохвильового діапазону Бос зацікавився фізіологією рослин. В 1927 році він створив теорію підйому соку в рослинах, відому сьогодні як життєва теорія підйому соку. Відповідно до цієї теорії, підйом соку в рослинах ініціюють електромеханічні пульсації, що відбуваються в живих клітинах.
Він сумнівався в коректності найпопулярнішої на той момент і загальноприйнятої теорії натягу-зчеплення Діксона і Джолі, запропонованої ними в 1894 році. Незважаючи на те, що існування явища протитиску в рослинних тканинах було експериментально доведено, повністю відкидати гіпотезу Боса було б помилкою. Так, Кані в 1995 експериментально продемонстрував пульсації в сполуках ендодермісу живих клітин (т. з. 'Теорія CP'). При вивченні дратівливості рослин Бос за допомогою винайденого ним крескографа показав, що рослини відповідають на різні впливи так, ніби мають нервову систему, подібну до нервової системи тварин. Таким чином, він виявив паралелізм між тканинами рослин та тварин. Його експерименти показали, що рослини ростуть швидше у разі звучання приємної музики та їх зростання уповільнюється у разі відтворення занадто гучних чи різких звуків. Його головним внеском у біофізику є демонстрація електричної природи передачі у рослинах різних впливів (порізів, хімічних реагентів). До Боса вважалося, що реакція на стимули в рослинах — хімічної природи. Припущення Боса експериментально довели. Також він вперше вивчив дію мікрохвиль на тканини рослин і відповідних змін у мембранному потенціалі клітини, механізм ефекту сезонів у рослинах, ефекту хімічного інгібітора на стимули рослин, ефекту температури тощо. Виходячи з результатів аналізу природи зміни мембранний потенціал клітин рослин за різних умов, Бос стверджував, що:
рослини можуть відчувати біль, зрозуміти прихильність і т. д.

## Наукова фантастика
У 1896 Бос написав Niruddesher Kahini — першу велику роботу в науковій фантастиці Бенгалії. Пізніше він опублікував розповідь Polatok Tufan у книзі Obbakto. Він був першим автором наукової фантастики, який писав бенгальською мовою.

## Бос та патенти
Бос не був зацікавлений у патентуванні своїх винаходів. У п'ятничній вечірній доповіді в Лондонському Королівському Інституті він публічно продемонстрував конструкцію свого когерера. Так, «Electric Engineer» висловлював
здивування, що Бос не зробив секрету зі своєї конструкції, таким чином відкривши її всьому світу, що дозволить використовувати когерер на практиці і, можливо, для отримання прибутку.
Бос відхилив пропозицію підписати угоду про винагороду від виробника бездротових апаратів. Сара Чапмен Булл — одна з американських подруг Боса — вмовила його подати заявку на патент «детектор електричних обурень». Заявка була подана 30 вересня 1901 року, і 29 березня 1904 року був виданий патент США № 755840. Виступаючи в серпні 2006 року в Нью-Делі на семінарі Наше майбутнє: ідеї та їх роль у цифровому столітті, голова ради директорів Делі в області IT доктор Рамамурсі так сказав про ставлення Боса до патентів:
Його неприйняття будь-якої форми патентування добре відоме. Він писав про це у своєму листі з Лондона Рабіндранату Тагору, датованому 17 травня 1901 року. І причина не в тому, що сер Джагадіш не розумів вигоди патентування. Він був першим індусом, який отримав патент США (№ 755840) в 1904 році. Сер Джагадіш не був самотнім у своєму неприйнятті патентування. Конрад Рентген, П'єр Кюрі і багато інших вчених і винахідників також обрали такий шлях з моральних міркувань.

Бос також відзначив своє ставлення до патентів у своїй вступній лекції на відкритті Інституту Боса (Bose Institute) 30 листопада 1917 року.

## Спадщина
Місце Боса в історії сьогодні гідно оцінено. Йому приписують винахід першого пристрою бездротового виявлення, відкриття та дослідження електромагнітних хвиль міліметрового діапазону, і він вважається піонером у галузі біофізики.
Багато його інструментів досі демонструються і залишаються значною мірою придатними до роботи, більш ніж через 100 років після створення. Вони включають різні антени, поляризатори, хвилеводи, які використовуються у сучасному виконанні сьогодні. Ознаменовуючи сторіччя його народження, в 1958 році в Західній Бенгалії розпочато освітню програму JBNSTS.

## Наукові роботи
Журнали
- У журналі Nature опубліковано 27 статей Боса.
- J. C. Bose. On Elektromotive Wave accompanying Mechanical Disturbance in Metals in Contact with Electrolyte. Proc. Roy. Soc. 70, 273—294, 1902.
- J. C. Bose. Sur la réponse électrique de la matière vivante et animée soumise à une excitation. — Deux procédés d'observation de la réponse de la matière vivante. Journ. de phys. (4) 1, 481—491, 1902.

Книги
- Response in the Living and Non-living [Архівовано 25 вересня 2014 у Wayback Machine.], 1902
- Plant response as a means of physiological investigation, 1906
- Comparative Electro-physiology [Архівовано 25 вересня 2014 у Wayback Machine.]: A Physico-physiological Study, 1907
- Researches on Irritability of Plants [Архівовано 25 вересня 2014 у Wayback Machine.], 1913
- Physiology of the Ascent of Sap, 1923
- The physiology of photosynthesis, 1924
- The Nervous Mechanisms of Plants, 1926
- Plant Autographs and Their Revelations, 1927
- Growth and tropic movements of plants, 1928
- Motor mechanism of of plants, 1928

У російському перекладі
- Бос, Джагдиш Чандра Избранные произведения по раздражимости растений: В 2 т. / Ред.-сост. А. М. Синюхин ; Отв. ред. проф. И. И. Гунар. — Москва: Наука, 1964.

Інші джерела
- J.C. Bose, Collected Physical Papers. New York, N.Y.: Longmans, Green and Co., 1927
- Abyakta (Bangla), 1922

## Нагороди та звання
- Компаньйон Ордену Індійської імперії (CIE), 1903 рік.
- Компаньйон Ордену Зірки Індії (CSI), 1912 рік.
- Лицар-бакалавр, 1917 рік.
- Член Лондонського королівського товариства, 1920 рік.
- Член Віденської академії наук, 1928 рік.
- Президент 14-ї сесії з'їзду вчених Індії, 1927 рік.
- Член ліги Nations' Committee з Intellectual Cooperation.
- Один із засновників інституту National Institute of Sciences of India, нині відомого як Indian National Science Academy (INSA), 1935 рік
- 25 червня 2009 Індійський ботанічний сад перейменований на честь Боса «Індійський ботанічний сад імені ачар'ї Джагдіша Чандри Боса»[24].
- У 1970 році на честь Джагдіша Чандра Боса названий кратер Бозе на Місяці.